# Mjölorpesjön
Mjölorpesjön är en sjö i Linköpings kommun i Östergötland och ingår i Motala ströms huvudavrinningsområde. Sjön har en area på 0,337 kvadratkilometer och ligger 48,2 meter över havet. Sjön avvattnas av vattendraget Svartån.

## Delavrinningsområde
Mjölorpesjön ingår i det delavrinningsområde (647997-148060) som SMHI kallar för Utloppet av Mjölorpesjön. Medelhöjden är 65 meter över havet och ytan är 9,34 kvadratkilometer. Räknas de 210 avrinningsområdena uppströms in blir den ackumulerade arean 3 417,21 kvadratkilometer. Svartån som avvattnar avrinningsområdet har biflödesordning 2, vilket innebär att vattnet flödar genom totalt 2 vattendrag innan det når havet efter 75 kilometer. Avrinningsområdet består mestadels av skog (14 procent), öppen mark (14 procent) och jordbruk (67 procent). Avrinningsområdet har 0,63 kvadratkilometer vattenytor vilket ger det en sjöprocent på 3,3 procent.